# پرچم سفید (ترانه)
«پرچم سفید» (به انگلیسی: White Flag) ترانه‌ای از خوانندهٔ بریتانیایی دایدو است. این ترانه اول تک‌آهنگ از آلبوم زندگی برای اجاره است و در سپتامبر ۲۰۰۳ برای اولین بار منتشر شده‌است. این ترانه برای جایزهٔ گرمی ۴۸ام نامزد شده‌بود، ولی رقابت را به آهنگ زیبای کریستینا آگیلرا واگذار کرد.

## تولید و محتوا
«پرچم سفید» توسط دایدو، ریک نوولز و رولو آرمسترانگ نوشته و تهیه شده‌است. در این ترانه، قهرمان داستان با وجود این‌که می‌داند رابطه‌اش تمام شده حاضر به تسلیم شدن نیست. دایدو گفته‌است که این قطعه از اتفاق واقعی جدایی او از نامزد سابقش الهام گرفته شده‌است.

## موقعیت در چارت‌های موسیقی
| چارت (۲۰۰۳–۲۰۰۴)                                  | بالاترین جایگاه |
| ------------------------------------------------- | --------------- |
| استرالیا (ای‌آرآی‌ای)                               | ۱               |
| اتریش (او۳ تاپ ۴۰ اتریش)                          | ۱               |
| بلژیک (اولتراتاپ ۵۰ فلاندرز)                      | ۳               |
| بلژیک (اولتراتاپ ۵۰ والونی)                       | ۲               |
| کشورهای مستقل همسود (تاپ‌هیت)                      | ۲۸              |
| کرواسی (HRT)                                      | ۱               |
| جمهوری چک (IFPI)                                  | ۱               |
| دانمارک (ترک‌لیسن)                                 | ۲               |
| اروپا (یوروچارت هات ۱۰۰)                          | ۱               |
| فنلاند (جدول‌های رسمی فنلاند)                      | ۱۹              |
| فرانسه (اس‌ان‌ئی‌پی)                                 | ۵               |
| آلمان (جدول‌های رسمی آلمان)                        | ۱               |
| یونان (IFPI)                                      | ۸               |
| مجارستان (رادیوس تاپ ۴۰)                          | ۱               |
| مجارستان (۴۰ تک‌آهنگ برتر)                         | ۳               |
| ایرلند (ایرما)                                    | ۲               |
| ایتالیا (فیمی)                                    | ۱               |
| هلند (۴۰ آهنگ برتر)                               | ۴               |
| هلند (۱۰۰ تک‌آهنگ برتر)                            | ۵               |
| نیوزیلند (ریکوردد میوزیک ان‌زد)                    | ۱۲              |
| نروژ (وی‌جی-لیستا)                                 | ۱               |
| پرتغال (AFP)                                      | ۱               |
| رومانی (تاپ ۱۰۰ رومانی)                           | ۹               |
| اسکاتلند (اوسی‌سی)                                 | ۲               |
| اسپانیا (پروموزیک)                                | ۱۱              |
| سوئد (فهرست برترین‌های سوئد)                       | ۲               |
| سوئیس (شوایزر هیت‌پاراد)                           | ۲               |
| تک‌آهنگ‌های بریتانیا (اوسی‌سی)                       | ۲               |
| بیلبورد هات ۱۰۰ ایالات متحده                      | ۱۸              |
| ایرپلی آلترناتیو بزرگسالان ایالات متحده (بیلبورد) | ۱۶              |
| بزرگسالان معاصر ایالات متحده (بیلبورد)            | ۲               |
| ۴۰ تک‌آهنگ برتر بزرگسالان ایالات متحده (بیلبورد)   | ۴               |
| ایرپلی رقص/میکس شو ایالات متحده (بیلبورد)         | ۹               |
| ۴۰ آهنگ برتر جریان اصلی ایالات متحده (بیلبورد)    | ۱۹              |

| چارت (۲۰۰۳)                         | جایگاه |
| ----------------------------------- | ------ |
| استرالیا (ای‌آرآی‌ای)                 | ۷۸     |
| اتریش (اوتری تاپ ۴۰ اتریش)          | ۱۳     |
| بلژیک (اولتراتاپ ۵۰ فلاندرز)        | ۲۵     |
| بلژیک (اولتراتاپ ۵۰ والونیا)        | ۳۰     |
| کشورهای مستقل مشترک‌المنافع (تاپ‌هیت) | ۳۸     |
| اروپا (یوروچارت هات ۱۰۰)            | ۴      |
| فرانسه (اس‌ان‌ئی‌پی)                   | ۴۷     |
| آلمان (جدول‌های رسمی آلمان)          | ۱۲     |
| ایرلند (ایرما)                      | ۸      |
| ایتالیا (فیمی)                      | ۹      |
| هلند (۴۰ تک‌آهنگ برتر)               | ۱۰     |
| هلند (۱۰۰ تک‌آهنگ برتر)              | ۲۴     |
| نیوزیلند (ریکوردد میوزیک ان‌زد)      | ۲۷     |
| سوئد (فهرست برترین‌های سوئد)         | ۱۶     |
| سوئیس (شوایزر هیت‌پاراد)             | ۵      |
| تک‌آهنگ‌های بریتانیا (آفیشال چارتس)   | ۱۲     |

| چارت (۲۰۰۴)                            | جایگاه |
| -------------------------------------- | ------ |
| مجارستان (رادیوس تاپ ۴۰)               | ۲      |
| ایالات متحده (بیلبورد هات ۱۰۰)         | ۳۶     |
| معاصر بزرگسالان ایالات متحده (بیلبورد) | ۱      |
| ادالت تاپ ۴۰ ایالات متحده (بیلبورد)    | ۱۴     |

| چارت (۲۰۰۵)              | جایگاه |
| ------------------------ | ------ |
| مجارستان (رادیوس تاپ ۴۰) | ۳۰     |

## گواهی‌های فروش
| منطقه | گواهی    | واحد گواهی‌شده/فروش |
| --- | -------- | ------------------ |
| استرالیا (آی‌اف‌پی‌آی استرالیا)                                                                                   | Gold     | ۳۵٬۰۰۰^            |
| اتریش (فونوگرافی اتریش)                                                                                        | Gold     | ۱۵٬۰۰۰*            |
| بلژیک (بی‌ئی‌ای)                                                                                                 | Gold     | ۲۵٬۰۰۰*            |
| دانمارک (آی‌اف‌پی‌آی)                                                                                             | Gold     | ۴٬۰۰۰^             |
| دانمارک (آی‌اف‌پی‌آی) Reissue                                                                                     | Gold     | ۴۵٬۰۰۰             |
| آلمان (بی‌وی‌ام‌آی)                                                                                               | Gold     | ۱۵۰٬۰۰۰^           |
| ایتالیا (اف‌آی‌ام‌آی) میزان فروش از سال ۲۰۰۹                                                                      | Gold     | ۳۵٬۰۰۰             |
| نروژ (آی‌اف‌پی‌آی نروژ)                                                                                           | Platinum | ۱۰٬۰۰۰*            |
| سوئد (گی‌ال‌اف)                                                                                                  | Gold     | ۱۰٬۰۰۰^            |
| سوئیس (آی‌اف‌پی‌آی سوئیس)                                                                                         | Gold     | ۲۰٬۰۰۰^            |
| بریتانیا (بی‌پی‌آی)                                                                                              | Platinum | ۶۰۰٬۰۰۰            |
| ایالات متحده (آرآی‌ای‌ای)                                                                                        | Gold     | ۵۰۰٬۰۰۰^           |
| * رقم فروش تنها بر پایهٔ گواهی‌ها. · ^ رقم توزیع تنها بر پایهٔ گواهی‌ها. · رقم فروش+پخش جاری تنها بر پایهٔ گواهی‌ها. |          |                    |